# Alieu Njie
Alieu Eybi Njie, född 14 maj 2005 i Borlänge, är en svensk fotbollsspelare som spelar i Torino.

## Biografi
Alieu Njie spelade ungdomsfotboll för Forssa innan han flyttade till Italien och Turin där han inledde med att spela i deras Torinos ungdomslag. 2024 debuterade han i Torinos A-lag. Han har även representerat det svenska landslaget på U19-nivån.